# Curcuma karnatakensis
Curcuma karnatakensis är en enhjärtbladig växtart som beskrevs av Amalraj, Velay. och Mural. Curcuma karnatakensis ingår i släktet Curcuma och familjen Zingiberaceae. Inga underarter finns listade i Catalogue of Life.